# الهاشمية (ولاية البويرة)
الهاشمية بلدية بولاية البويرة.